# Oboronprom
OPK Oboronprom (in russo ОПК Оборонпром?) è stata una società per azioni russa nel settore aeronautico. Produceva elicotteri, motori, sistemi di difesa aerea, sistemi radio-elettronici complessi. Il gruppo della Oboronprom che produce elicotteri era il principale produttore russo di questi aeromobili. L'azienda è stata sciolta nel 2018.

## Proprietà
La suddivisione del pacchetto azionario era:
- 58.32% Russian Technologies.
- 27.28% Federazione Russa.
- 5.79% RSK MiG.
- 5.40% Repubblica del Tatarstan.
- 2.22% Rosoboronexport.
- 0.45% Rostvertol.

## Organizzazione
La società aveva partecipazioni o il controllo delle seguenti aziende:
- Defence Systems (75%)
- Mil (36%) - ufficio studi.
- Kamov (49.46%) - produttrice di elicotteri.
- Kazanskij vertolëtnyj zavod (29.92%), stabilimento di assemblaggio per il Mi-8 'Hip'
- Ulan-Ude Aviation Plant (75.09%), stabilimento di assemblaggio per il Mi-8 'Hip' e il Mi-171
- Rostvertol (17.13%), stabilimento di assemblaggio per il Mi-24 'Hind', Mi-26 'Halo'
- Vpered Moscow Machine-building Plant (38%)
- Oboronprom Helicopter Service Company (100%)
- Novosibirsk Aircraft Repair Plant (50%)
- Stupino Machine-building Plant (60%)
- Oboronprom Middle East Joint Venture (Giordania) (51%)
- R.E.T. Kronstadt (9.37%)

## Prodotti

### Elicotteri
- Kamov Ka-27
- Kamov Ka-28
- Kamov Ka-29
- Kamov Ka-31
- Kamov Ka-32
- Kamov Ka-226
- Kamov Ka-50
- Kamov Ka-52
- Kamov Ka-62
- Mil Mi-8
- Mil Mi-24
- Mil Mi-26
- Mil Mi-28
- Mil Mi-38
- Mil Mi-54
- Mil Mi-171

## Accordi commerciali
- AgustaWestland - la Joint Venture per la produzione in Russia degli elicotteri AgustaWestland AW139.[3]